# 拜尼欧
拜尼欧（法語：Baigneaux，法語發音：[bɛɲo]）是法国吉伦特省的一个市镇，属于朗贡区。

## 地理
拜尼欧（44°43'22"N, 0°11'49"W）面积7.93 平方千米，位于法国新阿基坦大区吉倫特省，该省份为法国西南部沿海省份，是法國本土面积最大的省，北起滨海夏朗德省，西临大西洋，南至朗德省，东南接洛特-加龍省，东临多爾多涅省。
与拜尼欧接壤的市镇（或旧市镇、城区）包括：塞萨克、贝勒巴、弗龙特纳克、马特尔、蒙蒂尼亚克。

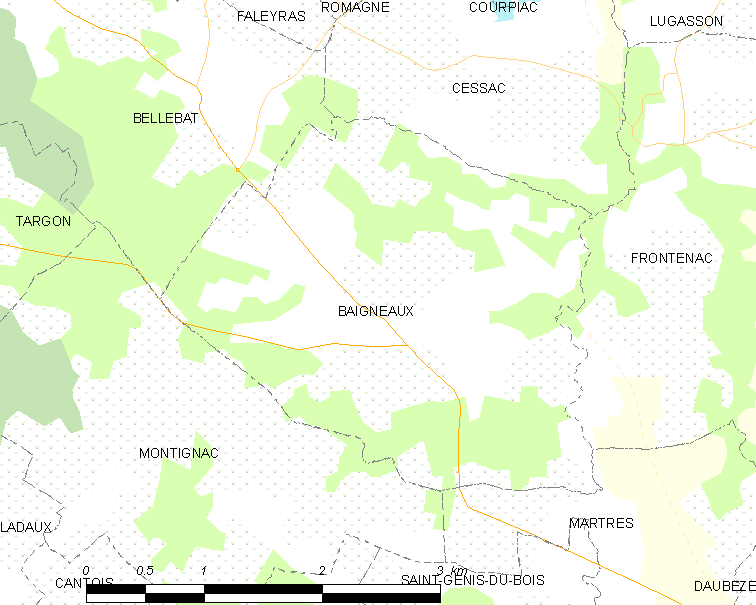
拜尼欧的OSM定位图

拜尼欧的时区为UTC+01:00、UTC+02:00（夏令时）。

## 行政
拜尼欧的邮政编码为33760，INSEE市镇编码为33025。

## 政治
拜尼欧所属的省级选区为海间县。

## 人口

1962-2008年间拜尼欧人口变化图示

拜尼欧于2022年1月1日时的人口数量为443人。